# قرحة ليبشوتز
قرحة ليبشوتز، هي قرحة تنشأ في الفرج أو تنشأ كرد فعل للقرح التناسلية الحادة غير المنتقلة جنسيًا. تعتبر تلك القرحة مرض نادر يتميز بالقرحة التناسلية)، والحمى، وتضخم العقد اللمفية، والتي تحدث معظم عادة، ولكن ليس على سبيل الحصر، في المراهقات والشابات. وصفت تلك القرح في السابق بأنها أكثر الأمراض شيوعًا في العذراء. تعتبر تلك القرحة أحد الأمراض غير المنتقلة جنسيًا، وغالبًا ما تشخص عن طريق الخطأ، كأعراض لمرض بهجت.
سميت قرحة ليبشوتز بهذا الاسم تيمنًا ببنجامين ليبشوتز، الذي وصفها لأول مرة في عام 1912. لا يزال سبب القرحة غير معروف، على الرغم من أنه ارتبط مع العديد من الأسباب المعدية، بما في ذلك حمى باراتيفويد، والفيروس المضخم للخلايا، والميكوبلازما الرئوية وفيروس إبشتاين بار.

## العلامات والأعراض
تعتبر القرحة العميقة (على الرغم من إمكانية حدوث عدة قرحات أصغر) هي العرض الأكثر شيوعا هو واحد كبير، في السطح الداخلي لأحد أو كلا الشفرين الصغيرين. قد يتأثر الشفرين الكبيرين، وقد تنتقل الدوى إلى المهبل والإحليل. تتطور القرحة بسرعة كبيرة، وعادةً ما يسبقها ظهور مفاجئ للحمى والشعور بالضيق.

## التشخيص
يعتمد التشخيص بالأساس على العلامات الطبية واستبعاد الأسباب الأخرى الأكثر شيوعًا لقرحة الفرج. ومع ذلك، فقد اقترح أن الكشف عن فيروس ابشتاين-بار باستخدام تفاعل البوليميراز المتسلسل لجينوم الفيروس يمكن أن يساعد في الوصول إلى التشخيص المبكر.

## العلاج
يعتمد العلاج على علاج الأعراض، وعادة ما يكون ذات أهمية قليلة. ، تشفي القرحة بتلقائية في معظم الحالات في غضون أربعة إلى ستة أسابيع، وأحيانًا ما تترك ندوب. تستخدم عادةً المسكنات الموضعية والتخدير، فضلًا عن الاستخدام الموضعي للمطهرات / والعقاقير مثل بيرمنغنات البوتاسيوم في حمام المقعدة. ، يتم المزج في الحالات الشديدة بين مجموعة من الكورتيزونات النظامية والمضادات الحيوية واسعة الطيف.

## وبائيات المرض
يظهر هذا الاضطراب عادة بين الفتيات والمراهقات، ولكن تم الإبلاغغ عن بعض الحالات في الأطفال الذين لا تتجاوز أعمارهم 17 شهرًا.

## التاريخ
تم وصف المرض لأول مرة في أكتوبر 1912 على يد طبيب الأمراض الجلدية النمساوي وعلم الأحياء الدقيقة بنيامين ليبشوتز في غاليسيا (أوروبا الوسطى) ، الذي نشر سلسلة من أربع حالات في الفتيات الذين تتراوح أعمارهم بين 14 و 17. نسب ليبشوتز تلك القرح في البداية إلى عدوى العصية اللبنية الحمضية.